# Bordż

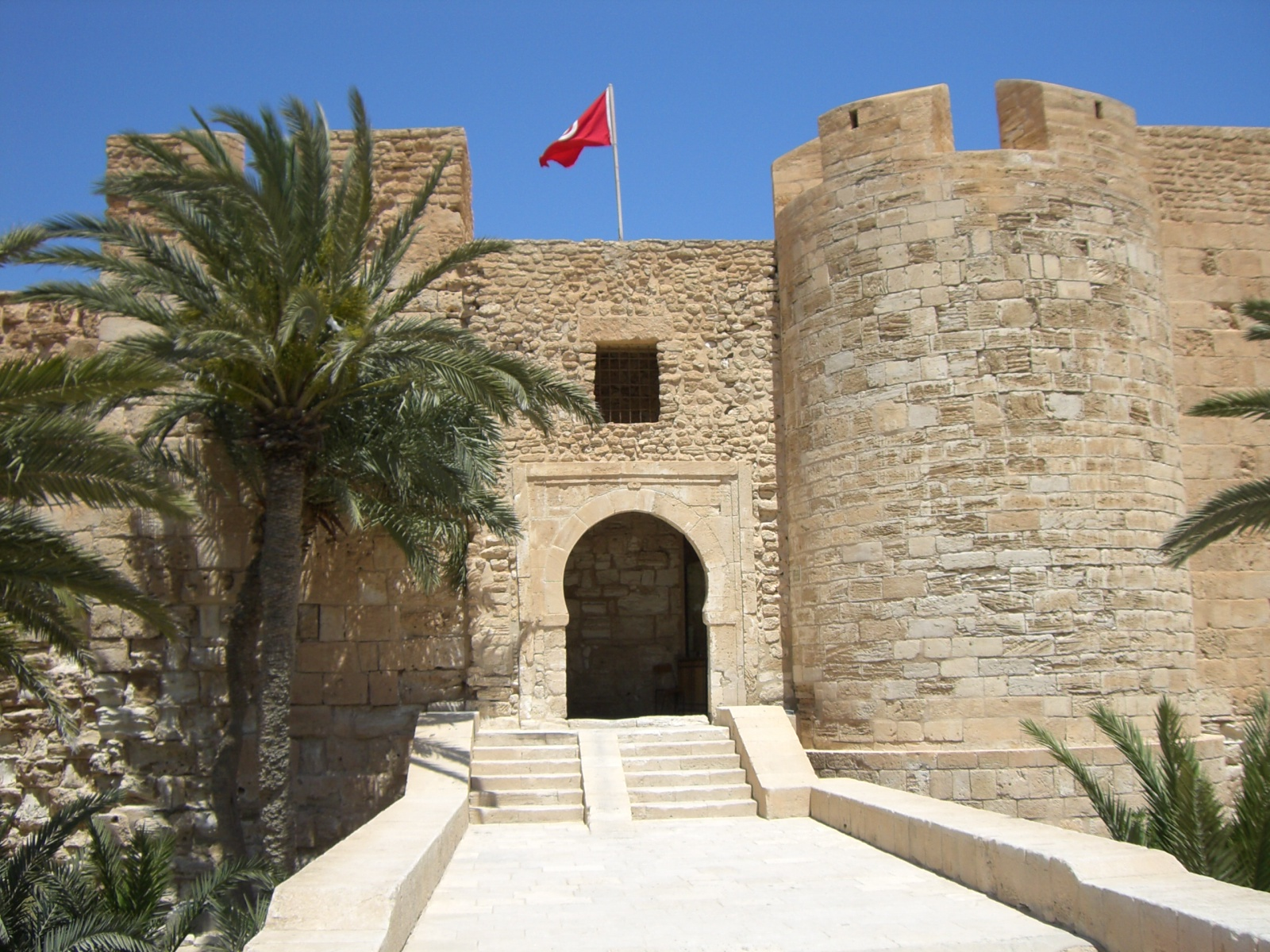
Tunezyjski bordj

Bordż (fr. bordj, z arab. برج, burdż = "wieża", "baszta") - niewielki, zazwyczaj czworokątny fort, stosowany w Afryce Północnej.